# کارل میسنر
 کارل میسنر (انگلیسی: Karl Meissner؛ زاده ۱۸۹۱ درگذشته ۱۹۵۹) یک فیزیک‌دان اهل آلمان بود.